# Isabella Dánská
Princezna Isabella Dánská, hraběnka z Monpezat (Isabella Henrietta Ingrid Margrethe; * 21. dubna 2007, Kodaň) je členka dánské královské rodiny. Je druhým dítětem a starší dcerou krále Frederika X. a královny Mary.
Je čtvrtým vnoučetem a nejstarší vnučkou královny Markéty II. a jejího manžela, zesnulého prince Henrika. Byla první dívkou narozenou v dánské královské rodině od narození její pratety, královny Anne Marie Řecké v roce 1946. Má tři sourozence – dva bratry prince Christiana a prince Vincenta a jednu sestru princeznu Josephine. Je druhá v pořadí nástupnictví na dánský trůn, po svém bratrovi, korunním princi Christianovi.

## Biografie
Princezna Isabella se narodila v kodaňské fakultní nemocnici Rigshospitalet tehdejšímu korunnímu princi Frederikovi a korunní princezně Mary. V poledne 22. dubna bylo ze Sixtus Battery na námořní základně Holmen v Kodani a z hradu Kronborg na severním Zélandu vypáleno 21 dělových ran, aby se tak oslavilo její narození. Po svém narození vážila 3,35 kg a měřila 50 cm.
Isabellino první oficiální vystoupení byl křest trajektu - M/F Prinsesse Isabella působící mezi Jutskem a Samsø - pojmenovaného na její počest dne 6. června 2015.

## Křtiny
Princezna Isabella byla pokřtěna v kapli Fredensborského paláce 1. července 2007. Malá princezna byla pokřtěna celým jménem jako Isabella Henrietta Ingrid Margrethe. Princezna Isabella má šest kmotrů:
- královna Mathilde Belgická (tehdejší vévodkyně z Brabantu)
- princezna Alexia Řecká a Dánská
- Nadine Johnston
- Christian Buchwald
- Peter Heering
- Marie Louise Skeel

## Jméno
- Isabella – toto jméno jí rodiče vybrali na počest dánské královny Isabely, manželky dánského krále Kristiána II. Jméno Isabella bylo v roce 2007 šestnácté nejpopulárnější dívčí jméno v Dánsku.
- Henrietta – jméno obdržela po své babičce z matčiny strany, která zemřela v roce 1997.
- Ingrid – jméno obdržela na počest své prababičky Ingrid z otcovy strany a matky současné královny Markéty II.
- Margrethe – jméno obdržela na počest své babičky z otcovy strany – královny Markéty II.

## Ústavní postavení
Dne 20. prosince 2007, stejně jako v předchozím roce pro prince Christiana, Per Stig Møller, dánský ministr zahraničních věcí, formálně napsal a podepsal ručně psaný dokument, který potvrzuje pozici Isabelly jako třetí v řadě následnictví dánského trůnu. Celé jméno princezny, datum narození a křtu a jména jejích kmotrů byly zaznamenány tak, jak to diktuje královský zákon z roku 1799.

## Vzdělávání
Dne 13. srpna 2013 zahájila Isabella školní docházku v Tranegårdsskolen v Gentofte, stejné veřejné škole jako její starší bratr. V lednu 2020 zahájila Isabella a její tři sourozenci dvanáctitýdenní školní pobyt na Lemania-Verbier International School ve Verbier ve Švýcarsku. Pobyt byl nakonec zkrácen a sourozenci se, kvůli zhoršující se pandemii covidu-19, v březnu vrátili do Dánska.
Dne 1. června 2023 dánský královský rod oznámil, že princezna Isabella bude od nového školního roku navštěvovat novou školu. V červnu 2023 dokončila princezna Isabella 9. třídu na Ingrid Jespersens Gymnasieskole v Kodani, kterou navštěvovala jeden rok (od roku 2022 do roku 2023). Dne 9. srpna 2023 zahájila princezna Isabella svůj 1. ročník na Øregård Gymnasium v Hellerupu, čtvrti obce Gentofte na severním předměstí Kodaně.

## Tituly
Isabella je oslovovaná jako Její královská výsost princezna Isabella Dánská, hraběnka z Monpezat. Dánskou princeznou je od narození a hraběnkou z Monpezat od 29. dubna 2008, kdy královna Markéta udělila titul svým potomkům v mužské linii.

## Vývod z předků
|                 |                                 |  |                     |                                    |  |  |  |  |  |  |  | Henri de Laborde de Monpezat |
|                 |                                 |  |                     |                                    |  |  |  |  |  |  |  |                              |
|                 | André de Laborde de Monpezat    |  |                     |                                    |  |  |  |  |  |  |  |                              |
|                 |                                 |  |                     |                                    |  |  |  |  |  |  |  |                              |
|                 |                                 |  |                     | Henriette Hallberg                 |  |  |  |  |  |  |  |                              |
|                 |                                 |  |                     |                                    |  |  |  |  |  |  |  |                              |
|                 | Henrik Dánský                   |  |                     |                                    |  |  |  |  |  |  |  |                              |
|                 |                                 |  |                     |                                    |  |  |  |  |  |  |  |                              |
|                 |                                 |  |                     | Pierre Maurice Daniel Doursenot    |  |  |  |  |  |  |  |                              |
|                 |                                 |  |                     |                                    |  |  |  |  |  |  |  |                              |
|                 | Renée-Yvonne Doursennot         |  |                     |                                    |  |  |  |  |  |  |  |                              |
|                 |                                 |  |                     |                                    |  |  |  |  |  |  |  |                              |
|                 |                                 |  |                     | Marguerite Gay                     |  |  |  |  |  |  |  |                              |
|                 |                                 |  |                     |                                    |  |  |  |  |  |  |  |                              |
|                 | Frederik X. Dánský              |  |                     |                                    |  |  |  |  |  |  |  |                              |
|                 |                                 |  |                     |                                    |  |  |  |  |  |  |  |                              |
|                 |                                 |  |                     | Kristián X. Dánský                 |  |  |  |  |  |  |  |                              |
|                 |                                 |  |                     |                                    |  |  |  |  |  |  |  |                              |
|                 | Frederik IX. Dánský             |  |                     |                                    |  |  |  |  |  |  |  |                              |
|                 |                                 |  |                     |                                    |  |  |  |  |  |  |  |                              |
|                 |                                 |  |                     | Alexandrina Meklenbursko-Zvěřínská |  |  |  |  |  |  |  |                              |
|                 |                                 |  |                     |                                    |  |  |  |  |  |  |  |                              |
|                 | Markéta II. Dánská              |  |                     |                                    |  |  |  |  |  |  |  |                              |
|                 |                                 |  |                     |                                    |  |  |  |  |  |  |  |                              |
|                 |                                 |  |                     | Gustav VI. Adolf Švédský           |  |  |  |  |  |  |  |                              |
|                 |                                 |  |                     |                                    |  |  |  |  |  |  |  |                              |
|                 | Ingrid Švédská                  |  |                     |                                    |  |  |  |  |  |  |  |                              |
|                 |                                 |  |                     |                                    |  |  |  |  |  |  |  |                              |
|                 |                                 |  |                     | Markéta z Connaughtu               |  |  |  |  |  |  |  |                              |
|                 |                                 |  |                     |                                    |  |  |  |  |  |  |  |                              |
| Isabella Dánská |                                 |  |                     |                                    |  |  |  |  |  |  |  |                              |
|                 |                                 |  |                     |                                    |  |  |  |  |  |  |  |                              |
|                 |                                 |  | Alexander Donaldson |                                    |  |  |  |  |  |  |  |                              |
|                 |                                 |  |                     |                                    |  |  |  |  |  |  |  |                              |
|                 | Peter Donaldson                 |  |                     |                                    |  |  |  |  |  |  |  |                              |
|                 |                                 |  |                     |                                    |  |  |  |  |  |  |  |                              |
|                 |                                 |  |                     | Jean Stevensonová                  |  |  |  |  |  |  |  |                              |
|                 |                                 |  |                     |                                    |  |  |  |  |  |  |  |                              |
|                 | John Dalgleish Donaldson        |  |                     |                                    |  |  |  |  |  |  |  |                              |
|                 |                                 |  |                     |                                    |  |  |  |  |  |  |  |                              |
|                 |                                 |  |                     | John Dalgleish                     |  |  |  |  |  |  |  |                              |
|                 |                                 |  |                     |                                    |  |  |  |  |  |  |  |                              |
|                 | Mary Dalgleishová               |  |                     |                                    |  |  |  |  |  |  |  |                              |
|                 |                                 |  |                     |                                    |  |  |  |  |  |  |  |                              |
|                 |                                 |  |                     | Barbara McDonaldová Paisleyová     |  |  |  |  |  |  |  |                              |
|                 |                                 |  |                     |                                    |  |  |  |  |  |  |  |                              |
|                 | Mary Dánská                     |  |                     |                                    |  |  |  |  |  |  |  |                              |
|                 |                                 |  |                     |                                    |  |  |  |  |  |  |  |                              |
|                 |                                 |  |                     | John Thomas Tait Horne             |  |  |  |  |  |  |  |                              |
|                 |                                 |  |                     |                                    |  |  |  |  |  |  |  |                              |
|                 | Archibald Horne                 |  |                     |                                    |  |  |  |  |  |  |  |                              |
|                 |                                 |  |                     |                                    |  |  |  |  |  |  |  |                              |
|                 |                                 |  |                     | Henrietta Clarková                 |  |  |  |  |  |  |  |                              |
|                 |                                 |  |                     |                                    |  |  |  |  |  |  |  |                              |
|                 | Henrietta Clarková Donaldsonová |  |                     |                                    |  |  |  |  |  |  |  |                              |
|                 |                                 |  |                     |                                    |  |  |  |  |  |  |  |                              |
|                 |                                 |  |                     | William Melrose                    |  |  |  |  |  |  |  |                              |
|                 |                                 |  |                     |                                    |  |  |  |  |  |  |  |                              |
|                 | Elizabeth Gibson Melrosová      |  |                     |                                    |  |  |  |  |  |  |  |                              |
|                 |                                 |  |                     |                                    |  |  |  |  |  |  |  |                              |
|                 |                                 |  |                     | Catherine Smithová                 |  |  |  |  |  |  |  |                              |
|                 |                                 |  |                     |                                    |  |  |  |  |  |  |  |                              |